# 德戈斯崖
71°44′S 161°54′E / 71.733°S 161.900°E
德戈斯崖（英語：DeGoes Cliff），是南極洲的山崖，位於維多利亞地的彭內爾海岸，處於范溫山西南面6海里，屬於兩角山脈的一部分，長11公里，美國地質調查局根據測量和該國海軍的空中照片繪入地圖，現時由南極條約體系管理。